# 普呂姆河
49°49′22″N 6°28′16″E / 49.82278°N 6.47111°E

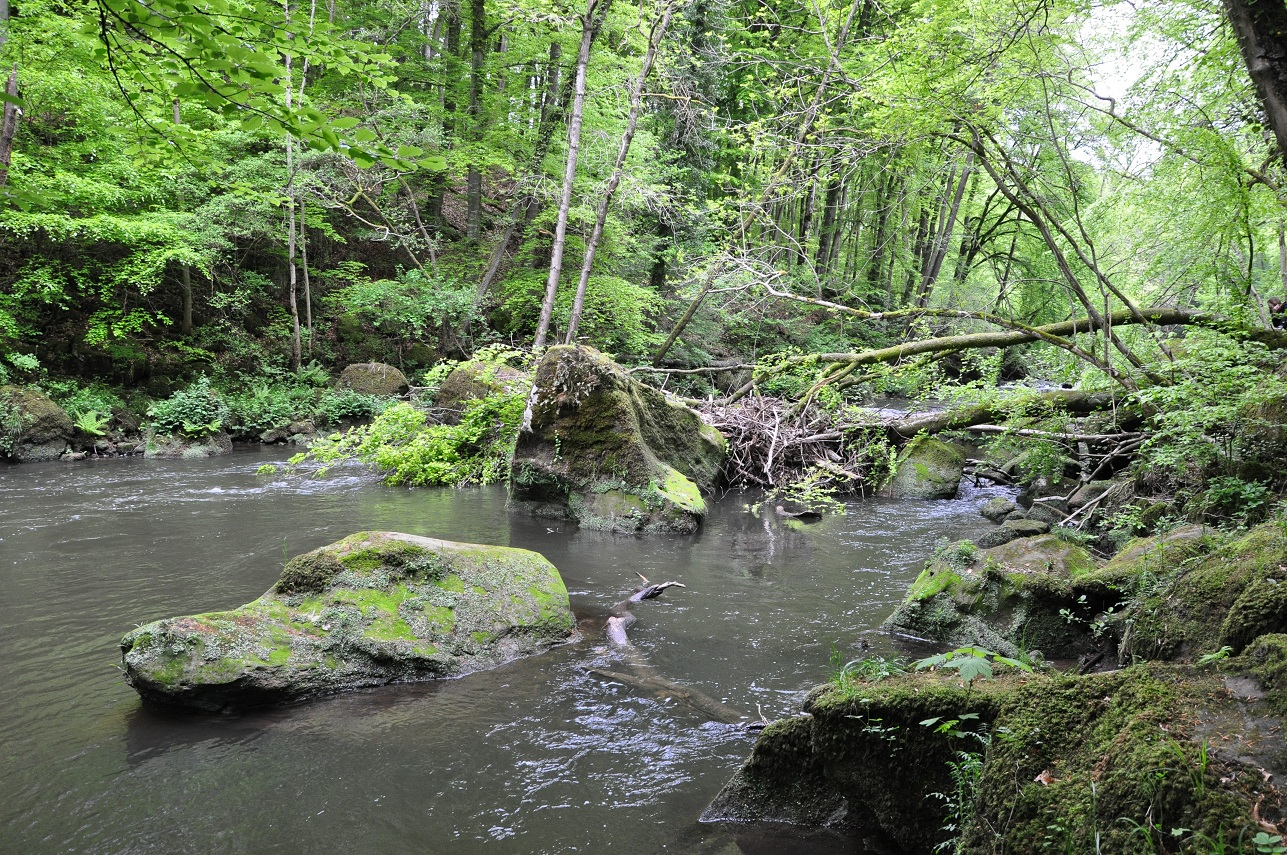

普呂姆河是德國的河流，屬於紹爾河的左支流，河道全長95公里，流域面積889平方公里，發源自普呂姆以北，河畔城鎮有瓦克斯魏萊爾、霍爾斯圖姆和伊雷爾。